# Dommanakuppe, Tumkur
Dommanakuppe là một làng thuộc tehsil Tumkur, huyện Tumkur, bang Karnataka, Ấn Độ.